# HMS Belfast
HMS „Belfast” – krążownik lekki brytyjskiej marynarki Royal Navy z okresu II wojny światowej.

## Budowa
Wraz z siostrzanym HMS „Edinburgh”, krążownik należał do typu Edinburgh, określanego też jako trzecia seria typu Town. Oba krążowniki zamówione przez Admiralicję w roku 1936 miały być brytyjską odpowiedzią na zwodowanie dwóch włoskich krążowników typu Giuseppe Garibaldi o wyporności 9591 ton. Do służby w Royal Navy HMS „Belfast” wcielony w sierpniu 1939 roku.

## Okres II wojny światowej
„Belfast” rozpoczął wojnę w składzie 18 Eskadry Krążowników Home Fleet pod dowództwem kapitana J. Scotta. 9 października 1939 HMS „Belfast” przechwycił na północ od Orkadów niemiecki liniowiec „Cap Norte” o pojemności 13 615 BRT. Wkrótce potem przeniesiony został do bazy w Rosyth, gdzie 21 listopada 1939 podczas wychodzenia z portu krążownik wszedł na niemiecką minę magnetyczną postawioną przez U-21. Eksplodująca pod dnem mina spowodowała na tyle poważne uszkodzenia kadłuba, że HMS „Belfast” został wyłączony z działań na okres 3 lat.
Po remoncie okręt ponownie został wcielony do służby 8 grudnia 1942, zostając w styczniu następnego roku okrętem flagowym 10 Eskadry Krążowników Home Fleet pod komendą kontradmirała Burnetta. Pierwszą operacją HMS „Belfast” na Morzu Arktycznym była osłona konwoju JW-53 w lutym 1943 roku. Również kolejny konwój JW-54 płynący w dwóch częściach w listopadzie 1943 roku był osłaniany przez 10 Eskadrę Krążowników.
Kolejna akcja osłony konwojów arktycznych z udziałem HMS „Belfast” miała miejsce w grudniu 1943. Podczas niej trwania 26 grudnia 1943 roku doszło do starcia bliskiej osłony konwoju JW-55B z niemieckim pancernikiem „Scharnhorst”. Zespół brytyjskich krążowników HMS „Belfast”, „Norfolk” i „Sheffield” przez kilka godzin bronił niemieckiemu rajderowi dostępu do statków konwoju, pozwalając jednocześnie na osaczenie napastnika przez zespół admirała Frasera (okręt liniowy HMS „Duke of York” z eskortą). W efekcie bitwy koło Przylądka Północnego „Scharnhorst” został zatopiony. 

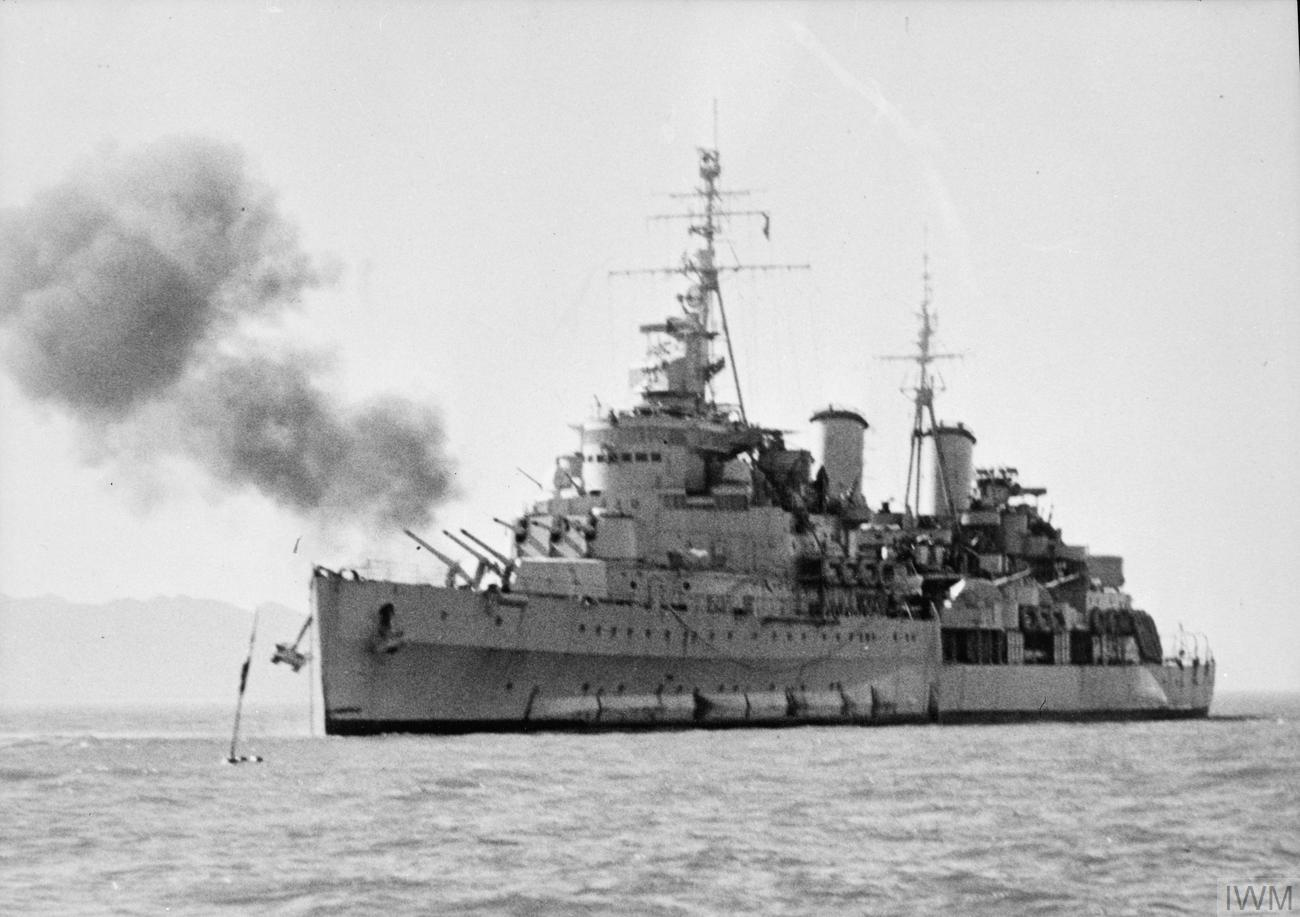
„Belfast” prowadzi ostrzał artyleryjski podczas wojny koreańskiej

Następne miesiące HMS „Belfast” spędził na osłonie konwojów arktycznych, brał także udział w ataku na niemiecki pancernik „Tirpitz” w marcu oraz w operacji Neptune w czerwcu 1944 roku. W lipcu 1944 roku HMS „Belfast” rozpoczął kapitalny remont, który przeciągnął się do maja następnego roku i przygotował okręt do służby na Oceanie Spokojnym. W sierpniu 1945 roku krążownik dotarł do Sydney, lecz w działaniach bojowych nie zdążył już wziąć udziału. 

## Służba po 1945 r.
HMS „Belfast” przebywał na Dalekim Wschodzie do roku 1947, kiedy to poddano go rocznemu przeglądowi i drobnym modyfikacjom. Ponownie wcielony do służby w październiku 1948 roku pełnił ją na Dalekim Wschodzie do sierpnia 1952 biorąc udział w wojnie koreańskiej. Po powrocie do metropolii został przeniesiony do rezerwy. 
6 stycznia 1956 rozpoczęła się kolejna duża przebudowa krążownika: okręt został wyposażony w instalację dekontaminacyjną, przebudowano pomost, zmieniono maszty z trójnożnych na kratownicowe, wymieniono na nowocześniejszy sprzęt ratunkowy, unowocześniono i rozbudowano systemy kierowania ogniem, zredukowano liczbę palników w kotłach. Remont zakończył się 12 maja 1959, po czym okręt został skierowany ponownie na Daleki Wschód, gdzie służbę pełnił do kwietnia 1962 roku. Po powrocie do Europy operował na wodach europejskich do lutego 1963. Przeniesiony do rezerwy, został w 1966 przekwalifikowany na hulk mieszkalny.

## Okręt muzeum
Wysłużony krążownik został w maju 1971 roku przeznaczony na złom. Jednak dzięki staraniom społeczeństwa brytyjskiego, decyzji tej nie wprowadzono w życie. Przyholowany z Portsmouth do Londynu i zakotwiczony na Tamizie, w październiku 1971 roku został otwarty dla zwiedzających jako okręt muzeum, największe tego typu w Europie. Dwukrotne kapitalne remonty w suchym doku (ostatni w czerwcu 1999 roku) znacznie przedłużyły żywotność tej muzealnej jednostki.